# Royal Academy of Dramatic Art
Royal Academy of Dramatic Art (RADA) eller Det kongelige britiske akademi for dramatisk kunst i Bloomsbury i London, er Englands største teateruddannelse for skuespillere og er blevet klassificeret som en af de største teaterskoler i verden. Den blev grundlagt i 1904 af Sir Herbert Beerbohm Tree. 

## Eksternt link
- RADA web site Arkiveret 6. november 2005 hos  Wayback Machine – skolens hjemmeside

51°31′19″N 0°07′53″V / 51.52181°N 0.13139°V